# Medalha Samuel Finley Breese Morse
A Medalha Samuel Finley Breese Morse é um prémio atribuído pela American Geographical Society (AGS) aos que se distinguiram na pesquisa no ramo da geografia. Este prémio é uma homenagem a Samuel Finley Breese Morse, viajante, pintor e inventor do código Morse.
A medalha foi desenhada por Laura G. Fraser.

## Laureados[1]
- 1928: Hubert Wilkins
- 1945: Archer Milton Huntington
- 1952: Gilbert Grosvenor
- 1966: Charles B. Hitchcock
- 1968: Wilma B. Fairchild
- 1986: John C. Weaver
- 1991: Alexander Melamid
- 1999: Donald J. Lloyd-Jones
- 2001: Douglas R. McManis
- 2004: Ronald F. Abler
- 2008: John E. Gould
- 2008: Richard H. Nolte
- 2009: Barbara Borowiecki e William Roselle[2]
- 2018: Christopher Baruth